# Jabloňovce
Jabloňovce este o comună slovacă, aflată în districtul Levice din regiunea Nitra. Localitatea se află la altitudinea de 283 m deasupra n.m., se întinde pe o suprafață de 34,69 km2 și în 2017 număra 201 locuitori.

## Istoric
Localitatea Jabloňovce este atestată documentar din 1245.

## Demografie
| An:                | 1994 | 2004    | 2014   | 2024   |
| ------------------ | ---- | ------- | ------ | ------ |
| Număr de persoane: | 247  | 208     | 202    | 199    |
| Diferență:         |      | −15,78% | −2,88% | −1,48% |

| An:                | 2023 | 2024   |
| ------------------ | ---- | ------ |
| Număr de persoane: | 205  | 199    |
| Diferență:         |      | −2,92% |